# Đức Bình Tây
Đức Bình Tây là một xã thuộc huyện Sông Hinh, tỉnh Phú Yên, Việt Nam.
Xã Đức Bình Tây có diện tích 30,04 km², dân số năm 1999 là 3.344 người, mật độ dân số đạt 111 người/km².